# Hipólito Boiteux
Hipólito Boiteux (Desterro, 20 de junho de 1861 — Tijucas, 11 de setembro de 1937) foi um político brasileiro.
Filho de Henrique Carlos Boiteux e de Maria Carolina Jacques Boiteux. Casou com Alzira Maria do Vle Boiteux, filha de José Maria do Vale Júnior.
Foi deputado à Assembleia Legislativa de Santa Catarina na 4ª legislatura (1901 — 1903), na 10ª legislatura (1919 — 1921) e na 11ª legislatura (1922 — 1924).